# Дрозд Грея
Дрозд Грея (лат. Turdus grayi) — вид певчих птиц семейства дроздовых. С 1977 года — национальная птица Коста-Рики.

## Описание
Дрозд Грея длиной от 23 до 27 см. Оперение верхней части тела песочного цвета. Клюв жёлтый, радужины красно-коричневые.

## Распространение
Вид обитает преимущественно в Коста-Рике, Мексике и на севере Колумбии. Он живёт на открытой территории и светлых лесах на высоте до 2 450 м над уровнем моря.

## Питание
Дрозд Грея питается преимущественно плодами, насекомыми и онихофорами, не пренебрегает и мелкими ящерицами.

## Размножение
В кладке от 2-х до 4-х яиц, высиживание которых длится 2 недели.